# Frente Ampla (Chile)
A Frente Ampla é uma coligação política chilena, composta sobretudo por partidos de esquerda.
Foi fundada, numa reunião a 21 de janeiro de 2017, pelas seguintes organizações:
- Revolução Democrática
- Movimento Autonomista
- Partido Humanista
- Nova Democracia
- Esquerda Autónoma
- Poder Cidadão
- Esquerda Libertária
- Convergência das Esquerdas
- Partido Ecologista Verde
- Partido Igualdade
- Partido Liberal

A Convergência das Esquerda entretanto fundiu-se com o Movimento Autonomista. Posteriormente o Partido Pirata do Chile também aderiu à Frente Ampla.

## Resultados eleitorais

### Eleições presidenciais
| Eleição | Candidato       | 1a. volta | 1a. volta | Resultado |
| Eleição | Candidato       | Votos     | %         | Resultado |
| ------- | --------------- | --------- | --------- | --------- |
| 2017    | Beatriz Sánchez | 1.338.037 | 20,27%    |           |

### Eleições parlamentares
| Eleição | Deputados | Deputados  | Deputados | Senadores | Senadores  | Senadores |
| Eleição | Votos     | % de votos | Eleitos   | Votos     | % de votos | Eleitos   |
| ------- | --------- | ---------- | --------- | --------- | ---------- | --------- |
| 2017    | 988.379   | 16,5%      | 20 / 155  | 184.290   | 11,07%     | 1 / 43    |

### Eleições regionais
| Eleição | Votos   | % de votos | Eleitos  |
| ------- | ------- | ---------- | -------- |
| 2017    | 934.473 | 16,07%     | 21 / 278 |

1. ↑  Dados corresponden à soma das duas listas apresentadas: Frente Amplio e Frente Ecologista y Ciudadano.